# Ketale
| Acetale |
| Allgemeine Struktur von Ketalen, einer Untergruppe der Acetale im weiteren Sinn. Dabei gilt: R1 bis R4 sind Organyl-Reste (Alkyl-Reste, Aryl-Reste, Arylalkyl-Reste etc.), jedoch kein Wasserstoffatom. |
| Acetale (im engeren Sinne) – abgeleitet von Aldehyden – die gemeinsam mit den Ketale (oben) als Untergruppe, die Gruppe der Acetale (im weiteren Sinne) bilden. Dabei gilt: R1 bis R3 sind Organyl-Reste (Alkyl-Reste, Aryl-Reste, Arylalkyl-Reste etc.), jedoch – mit Ausnahme von R1 – kein Wasserstoffatom. |

Als Ketale bezeichnet man Acetale, die aus einem Keton entstanden sind. Sie zeichnen sich durch eine Stabilität gegenüber Alkalien aus, sind jedoch durch saure Lösungen wieder in ihre Ausgangsstoffe aufzuspalten.
Der Begriff wurde zeitweise aus der chemischen Nomenklatur verbannt, später jedoch als Untergruppe der Acetale wieder eingeführt. Ein Ketal in diesem engeren Sinn besitzt im Gegensatz zu den Acetalen neben den beiden Alkoxy- oder Aryloxygruppen, zwei weitere Alkyl- bzw. Arylreste am Acetalkohlenstoff. Analog dazu unterscheidet man die Thioketale (Mono- und Dithioketale, je nachdem, ob ein Sauerstoffatom durch Schwefel ersetzt ist, oder beide) von den Thioacetalen. 
Halbketale sind mit einer Alkyloxygruppe oder Aryloxygruppe und einer Hydroxygruppe am selben Kohlenstoffatom substituiert und gehören zur Stoffgruppe der Halbacetale. 

## Synthese
Zur Synthese eines Ketals wird ein Keton (Beispiel: Cyclohexanon) mit einem ein- oder zweiwertigen Alkohol (Beispiel: Ethylenglycol)  säurekatalysiert unter Wasserabspaltung umgesetzt:

## Verwendung
Die Carbonylgruppe von Ketonen wird bei Synthesen häufig als Ketal geschützt.